# San Esteban del Valle
San Esteban del Valle település Spanyolországban, Ávila tartományban. San Esteban del Valle Mombeltrán, Villarejo del Valle, Santa Cruz del Valle, Navalosa, Serranillos és Pedro Bernardo községekkel határos. Lakosainak száma 734 fő (2024).

## Népesség
A település népessége az utóbbi években az alábbiak szerint változott:
| Lakosok száma | 868  | 862  | 890  | 865  | 850  | 816  | 791  | 720  | 736  | 734  |
|               | 2001 | 2004 | 2006 | 2009 | 2011 | 2014 | 2016 | 2019 | 2021 | 2024 |